# Saint-Hilaire-la-Gravelle
Saint-Hilaire-la-Gravelle település Franciaországban, Loir-et-Cher megyében. Lakosainak száma 656 fő (2022. január 1.). Saint-Hilaire-la-Gravelle Brévainville, Busloup, Fontaine-Raoul, Fréteval, Morée, Saint-Jean-Froidmentel és La Ville-aux-Clercs községekkel határos.

## Népesség
A település népessége az elmúlt években az alábbi módon változott:
| Lakosok száma | 558  | 663  | 648  | 690  | 688  | 716  | 717  | 685  | 669  | 656  |
|               | 1968 | 1982 | 1990 | 2006 | 2013 | 2015 | 2017 | 2019 | 2020 | 2022 |